# Zemono
Zemono – wieś w Słowenii, w gminie Vipava. W 2018 roku liczyła 80 mieszkańców.